# Theodor Schwabe

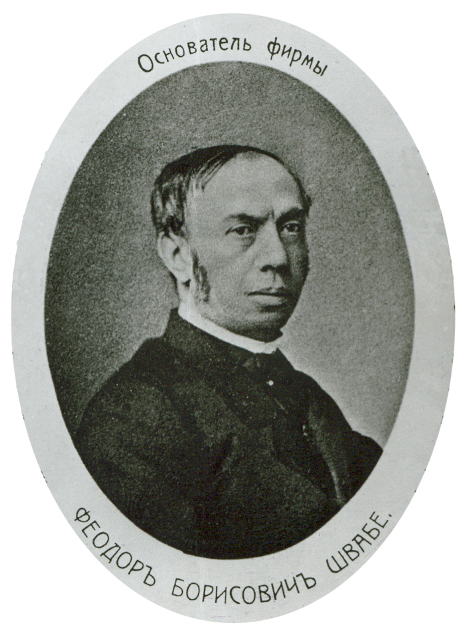
Theodor Schwabe

Theodor Borissowitsch Schwabe in Russland Fjodor Borissowitsch Schwabe, (russisch Фёдор Борисович Швабе; * 4. Dezember 1813 in Zerbst; † 18. Dezember 1880 in Berlin) war ein anhaltisch-russischer Optik-Unternehmer.

## Leben
Theodor Schwabe kam nach Moskau und eröffnete einen kleinen Laden für den Verkauf von Brillen, Zwickern und anderen kleineren optischen Objekten, die er aus dem Ausland beschaffte. 1837 fügte er eine optische Reparaturwerkstatt hinzu und baute kleine optische und physikalische Geräte.
1853 trat Schwabe in die 3. Gilde der Moskauer Kaufmannschaft ein. In seiner Werkstatt mit 4 Drehbänken und einer Feuerstelle beschäftigte er 12 Arbeiter. Er war Kommissionär der Kaiserlichen Universität Kasan und des Moskauer Kadettenkorps. Erstmals beteiligte er sich an der 10. Allrussischen Manufakturausstellung 1853 in Moskau und stellte Modelle von Maschinen, ein großes Teleskop und einige Mikroskope aus, wofür er eine Silbermedaille erhielt. 1854 wurde als Geschenk für Kaiser Nikolaus I. das Modell einer Kanone angefertigt, wofür Schwabe einen Brillantring mit Rubin erhielt sowie den Auftrag für die Versorgung aller St. Petersburger und Moskauer Kadettenkorps mit diesen Modellen. 1858 wurde er Kaufmann der 2. Gilde.
1872 begann Schwabes bayrischer Neffe David Albert Hamburger (1842–1901) als einfacher Angestellter bei Schwabe zu arbeiten. 1873 gründete Schwabe zusammen mit Hamburger das Handelshaus F. Schwabe. Als in den 1870er Jahren von den Medizinern antiseptische Werkzeuge und Geräte verlangt wurden, konnte allein das Handelshaus F. Schwabe den Bedarf befriedigen und erfolgreich mit den ausländischen Produkten konkurrieren.
1880 schied Schwabe aus dem Handelshaus F. Schwabe aus und übergab Hamburger seinen Anteil und das Namensrecht, der das Handelshaus zu einem großen Unternehmen machte. Auf dem Firmengebäude am Kusnezki Most befand sich ein astronomischer Turm, in dem der Assistent des Krasnopresnenskaja-Observatoriums der Universität Moskau Konstantin Dorimedontowitsch Pokrowski Einführungsvorträge hielt. 1912 wurde das Handelshaus F. Schwabe in eine Aktiengesellschaft umgewandelt.
Schwabe war verheiratet mit Henriette Pauline Baumann (* 15. Januar 1829 in Magdeburg, † 13. Februar 1903 in Lichterfelde) und hatte sechs Kinder.
Das russische Unternehmen AO Schwabe (in der englischen Transkription auch Shvabe), das 2008 als Holding für mehrere Firmen der opto-elektronischen Industrie gegründet wurde, wurde nach Theodor Schwabe benannt und geht teilweise auf Schwabes Handelshaus zurück. AO Schwabe ist Teil der staatlichen Rüstungs- und Technologieholding Rostec.